# Calci
Calci es una localidad italiana de la provincia de Pisa, región de Toscana, con 6.457 habitantes.

Ubicación de la ciudad de Calci dentro de la provincia de Pisa.

## Evolución demográfica
| Gráfica de evolución demográfica de Calci entre 1861 y 2001 |
|                                                             |
| Fuente ISTAT - Elaboración gráfica por parte de Wikipedia   |